# Nayana
Nayana est une jument Selle français baie de saut d'obstacles, né en 2001, de Royal Feu et Varenta (par Narcos II).

## Histoire
Elle naît le 1er mai 2001 dans la Manche.

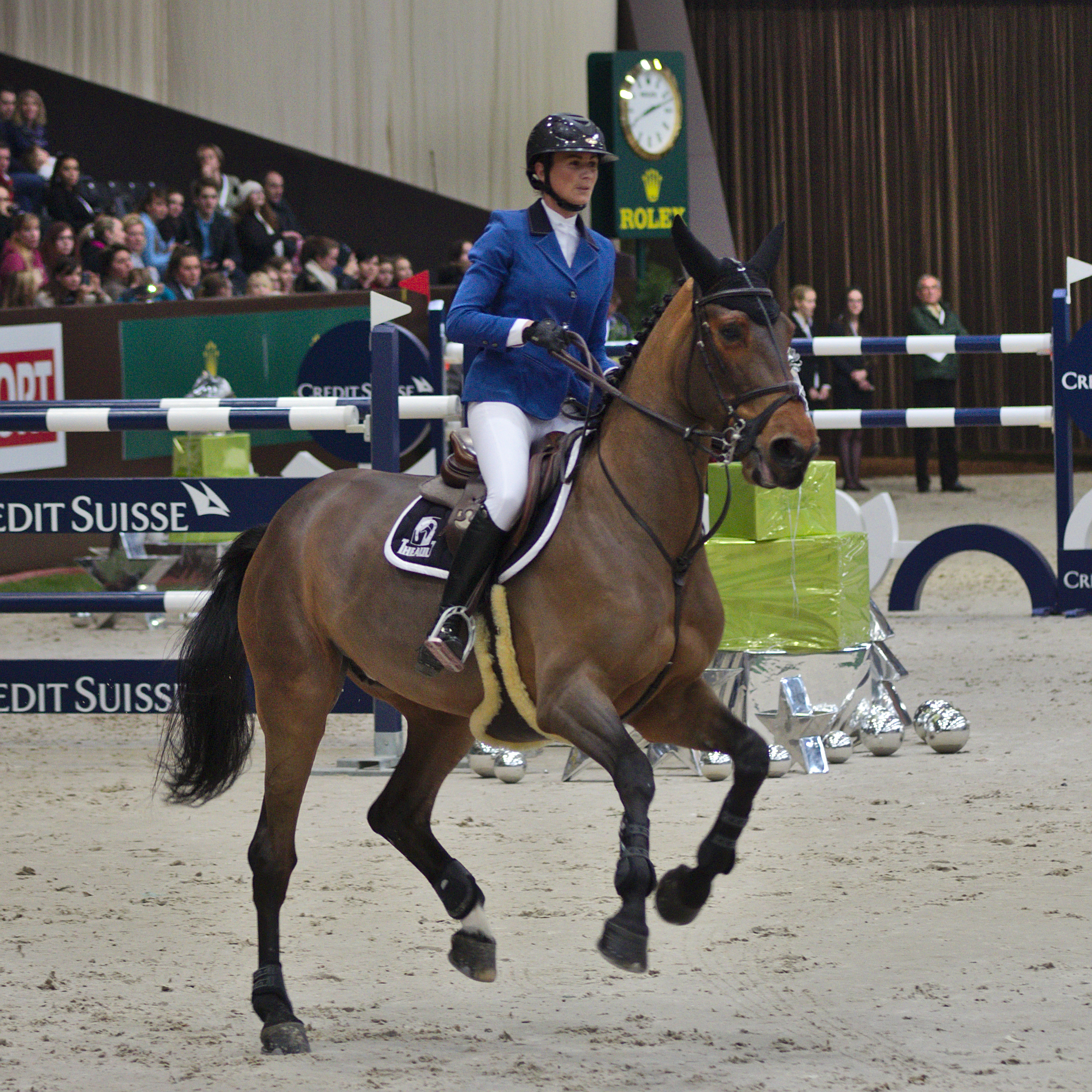
Nayana montée par Pénélope Leprevost au CHI de Genève en 2013.

Elle est montée au début de sa carrière par Félicie Bertrand et Lionel Duchemin. Éric Levallois la monte l'année de ses huit ans, puis la jument est confiée à Patrice Delaveau. Geneviève Mégret la confie à la cavalière rouennaise Pénélope Leprevost en 2011 juste après les championnats d'Europe de saut d'obstacles, alors que la jument, en pleine possession de ses moyens, est âgée de 10 ans. Elle est au meilleur de sa forme lors de la coupe du monde de saut d'obstacles à Göteborg en 2013. Elle disparaît des terrains de concours après le CSIO de Barcelone en octobre 2014 en raison d'une blessure, et fait son retour sur une épreuve pro 2 vitesse à 1,35 m à Deauville en avril 2015. Elle est mise à la retraite fin juin 2016, et se consacre désormais à la reproduction,.

## Palmarès
Elle est 36e du classement mondial des chevaux d'obstacle établi par la WBFSH en octobre 2013.